# Dobroești
Dobroești là một xã thuộc hạt Ilfov, România. Dân số thời điểm năm 2002 là 6528 người.